# Angels & Demons (EP)
Angels & Demons è il quarto EP del rapper italiano Shiva, pubblicato il 20 dicembre 2024 da Sony Music.

## Tracce
1. Giovane re - 2:46
2. Digos (feat. Paky) - 2:29
3. Ride or Die - 3:13
4. Della gang - 3:33

Le prime due tracce, Giovane re e Digos, sono state pubblicate rispettivamente il 17 e il 18 dicembre 2024 come singoli in anteprima su YouTube.